# Saltatricula
Saltatricula is een geslacht van zangvogels uit de familie Thraupidae (tangaren).

## Soorten
Het geslacht kent twee soorten:
- Saltatricula atricollis  – zwartkeelsaltator
- Saltatricula multicolor  – veelkleurige chacogors